# Wojsławice (osada leśna w województwie lubelskim)
Wojsławice – osada leśna (leśniczówka) w Polsce położona w województwie lubelskim, w powiecie chełmskim, w gminie Wojsławice.
W latach 1975–1998 miejscowość należała administracyjnie do województwa chełmskiego.